# Алфуры
Алфуры (Альфуры, Alfuros, Гарафоры, Horaforas — арабо-испанское «дикий») — собирательное название автохтонных народностей Молуккских островов и Сулавеси, не исповедующих ислама. Термин широко использовался малайцами и европейцами в период колонизации островов восточной Индонезии; свидетельством этого служит, в частности, роман Джозефа Конрада «Победа» (1915).
Точная этимология термина не известна (Элсдон Бест предполагал его португальское происхождение), его смысл — «дикие», «нецивилизованные».
Точное определение термина также отсутствует. Так, Алфред Уоллес, по-видимому, понимает под алфурами переходный тип между папуасами и малайцами. Рудольф Вирхов в 1899 г. отмечал, что алфурами обычно называли негритосов, но наименование это нестрогое и потому уже выходит из употребления в этнографической литературе. Термин «Альфуры», как не имеющий точного этнического содержания, в советской этнографии не употреблялся.
В современной разговорной речи алфурами называют не только аборигенов, но и потомков от смешения малайцев с папуасами с тёмным цветом кожи. Всего под определение «алфуров» попадают более 60 малых народов.
Этноним «альфур» носит в настоящее время негативную окраску: население, исповедующее традиционные культы, предпочитает для обозначения своей религиозной принадлежности использовать название «оранг-хинду». Сейчас народы Молуккских островов называют либо по их этнонимам, либо по острову обитания. В настоящее время объединяются в группу амбоно-тиморских народов и говорящих на папуасских языках — северо-хальмахерцев.